# Master of Puppets
Master of Puppets este cel de-al treilea album al formației americane de heavy metal, Metallica și în același timp una din piesele emblematice ale trupei. Mulți fani consideră albumul ca fiind cel mai bun al celor patru metaliști și mulți specialiști îl apreciază ca fiind LP-ul care a marcat maturizarea formației.

Master of Puppets reprezintă ultimul album cu basistul trupei, Cliff Burton, care a murit într-un accident în care a fost implicat autobuzul trupei.

## Personal

##### Metallica
- James Hetfield - voce, chitară ritmică, chitară acustică la piesa „Battery”; solo de chitară la „Master of Puppets” si „Orion”
- Kirk Hammett - chitară principală
- Cliff Burton - chitară bas, voce de fundal
- Lars Ulrich - baterie
- Jason Newsted - chitară bas, voce de fundal (track-uri bonus)

##### Producere
- Metallica, Flemming Rasmussen - producători
- Flemming Rasmussen – inginer de sunet
- Michael Wagener; Mark Wilzcak – mixaj
- George Marino

## Lista cântecelor
Versurile îi aparțin lui James Hetfield. Toate melodiile au fost compuse de James Hetfield și Lars Ulrich, iar piesele notate au fost compuse și de membrul/membrii din paranteză. 
total_length  = 54:40
music_credits = no

### Partea I
- title1   = Battery
  - note1    =
  - length1  = 5:09
- title2   = Master of Puppets
  - note2    = Cliff Burton, Kirk Hammett
  - length2  = 8:35
- title3   = The Thing That Should Not Be
  - note3    = Hammett
  - length3  = 6:34
- title4   = Welcome Home (Sanitarium)
  - note4    = Hammett
  - length4  = 6:26

### Partea a II-a
- title5   = Disposable Heroes
  - note5    = Hammett
  - length5  = 8:16
- title6   = Leper Messiah
  - note6    =
  - length6  = 5:41
- title7   = Orion
  - note7    = Burton
  - length7  = 8:25
- title8   = Damage, Inc.
  - note8    = Burton, Hammett
  - length8  = 5:31